# Point (Lewis)

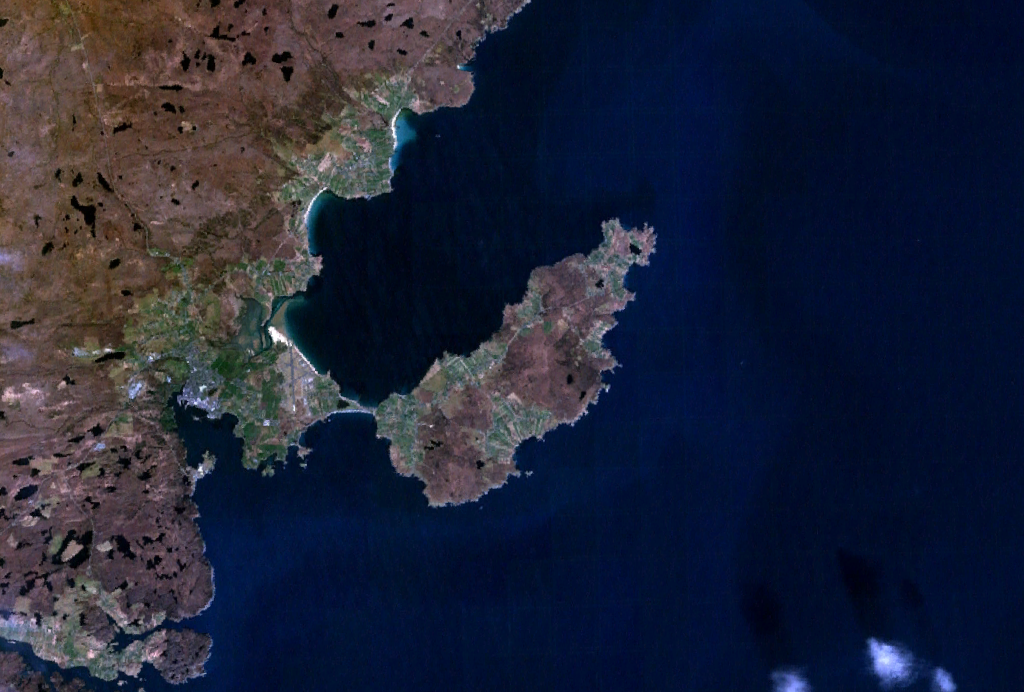
Point oder die Eye Peninsula

Point (schottisch-gälisch An Rubha), auch bekannt als die Eye Peninsula, ist eine etwa 11,0 km lange Halbinsel der Äußeren-Hebriden-Insel Lewis and Harris in Schottland. 
Point ist mit der Insel Lewis durch eine etwa eine Meile lange Landenge (schottisch-gälisch Am Bràighe) verbunden, die an der schmalsten Stelle kaum 100 Meter breit ist. Die Halbinsel liegt etwa 6,0 km östlich von der Inselhauptstadt Stornoway. Point ist einer der wenigen Bezirke der Äußeren Hebriden, in dem die Bevölkerung (derzeit rund 2600 Menschen) zunimmt. Es gibt 17 Dörfer und Weiler auf Point. 
Auf Point liegen ein mittelalterliche Erdwerk, der Menhir (englisch Standing stone) von Garrabost (auch Dursainean oder Clach Ghlas genannt) und der zerstörte crannógartige Broch im Loch an Duin, nicht zu verwechseln mit dem Dun im Loch an Duin auf Taransay.
Es gibt zwei historische Sehenswürdigkeiten am östlichen Ende der Landenge. Die Ruinen der Eye Church sind alles, was von einer Kirche übrig blieb, die dem Heiligen Columban gewidmet war. Es war eine der größten vorreformatorischen Kirchen auf den Äußeren Hebriden. Obwohl die heutigen Gebäude mittelalterlich sind, befindet sich die Kirche angeblich an der Stelle der Zelle des St. Catan, eines Zeitgenossen Columbans. Hier liegt auch der Friedhof von 19 der Chiefs des Clan MacLeod von Lewis. Es gibt zwei Gedenkplatten an den Wänden. Eine zeigt einen Krieger, von dem man annimmt, dass es Roderick Macleod of Macleod, (auch Rory Mor genannt) ist, während die andere seiner Tochter Margaret gewidmet ist.